# فریدون صلاحی
فریدون صلاحی (۷ اسفند ۱۳۱۳ - ۱۳۸۷)کارگردان، نویسنده و بازیگر تئاتر معاصر است.

## زندگی‌نامه
فریدون صلاحی مقدم نمایشنامه نویس، کارگردان تئاتر، شاعر و روزنامه‌نگار در هفتم اسفند ماه سال ۱۳۱۳ در یک خانواده آذری‌تبار مهاجر در شهر مرزی «محمدآباد درگز» زاده شد و در سال ۱۳۲۸ بعد از اتمام دوره ابتدائی به همراه خانواده‌اش به مشهد نقل مکان کرد.

## حرفه
وی فعالیت هنری خود را در عرصه تئاتر و شعر و مقاله‌نویسی در دبیرستان شاهرضای مشهد آغاز کرد و در نیمه دهه ۳۰ در دادگستری قوچان استخدام شد و به اتفاق جمعی از جوانان گروه تئاتر قوچان را بنیان نهاد. وی در روزنامه خراسان در کنارافرادی همچون دکتر علی شریعتی در زمینه‌های فرهنگی و هنری به فعالیت پرداخت و هفته‌نامه پیک خراسان را به ضمیمه روزنامه خراسان منتشر کرد. وی همچنین مدیریت روزنامه آفتاب شرق و هفته‌نامه هیرمند و نور خراسان را بر عهده داشت.
فریدون صلاحی در دیماه سال ۱۳۳۸ در بخش تئاتر تروپ هنری شهرزاد گام‌های مهمی در اجرای نمایشنامه‌های اجتماعی و انتقادی برداشت.
وی برنامه‌های متنوع و روشنگری را در رادیو مشهد اجرا می‌کرد و علاوه بر اجرای نمایشنامه‌های رادیویی، برنامه ای بنام «گلبوته» در زمینه معرفی هنرمندان خراسانی را اداره می‌کرد. همزمان با تأسیس اداره کل فرهنگ و هنر خراسان در سال ۱۳۴۸ گروه تئاتر نیما را بنیاد نهاد و نزدیک به ۳۰ نمایشنامه را با موضوعات اجتماعی و انتقادی به صحنه نمایش برد.

## برخی از آثار
نمایشنامه «تردید قانون» نوشته «فردریک فری» کارگردان «فریدون صلاحی»
نمایشنامه «از دریچه‌ها» نوشته «رضا صابری» کارگردان «فریدون صلاحی»
نمایشنامه «میخکهای سرخ» نوشته «گلن هیوز» کارگردان «فریدون صلاحی»
نمایشنامه «روسپی بزرگوار» نوشته «ژان پل سارتر» کارگردان «فریدون صلاحی»
نمایشنامه «روسری قرمز» نوشته «نادر راد» کارگردان «فریدون صلاحی»
نمایشنامه «تفنگ شکاری» نوشته «فریدون صلاحی» کارگردان «فریدون صلاحی»
نمایشنامه «از پانیفتاده‌ها» نوشته «دکتر غلامحسین ساعدی» کارگردان «فریدون صلاحی»
نمایشنامه «عقل برتر از احساسات» نوشته «جی. استارگی» کارگردان «داریوش ارجمند»
نمایشنامه «حالت چطوره مش رحیم» نوشته «اسماعیل خلج» کارگردان «مصطفی هنرور)